# Pastiera napoletana
La pastiera napoletana è un dolce della cucina napoletana, tipico del periodo pasquale, diffuso in tutta la Campania. Detta anche pizza di grano, ha avuto il riconoscimento di prodotto agroalimentare tradizionale campano.

## Caratteristiche
La pastiera è una torta di pasta frolla farcita con un impasto a base di grano bollito nel latte, ricotta, zucchero, uova e, a seconda della ricetta, di crema pasticcera. Il dolce è ricoperto di strisce, che come per la crostata, ne limitano la fuoriuscita del composto. Gli aromi possono consistere in cannella, scorze d'arancia, vaniglia e acqua di fiori d'arancio, buccia di limone, canditi, acqua di rosa e alcolici, quali limoncello, Strega e altri.
Il dolce, disponibile nelle pasticcerie campane tutto l'anno, è preparato soprattutto in concomitanza con il periodo pasquale, tra il giovedì e il sabato santo.

## Storia

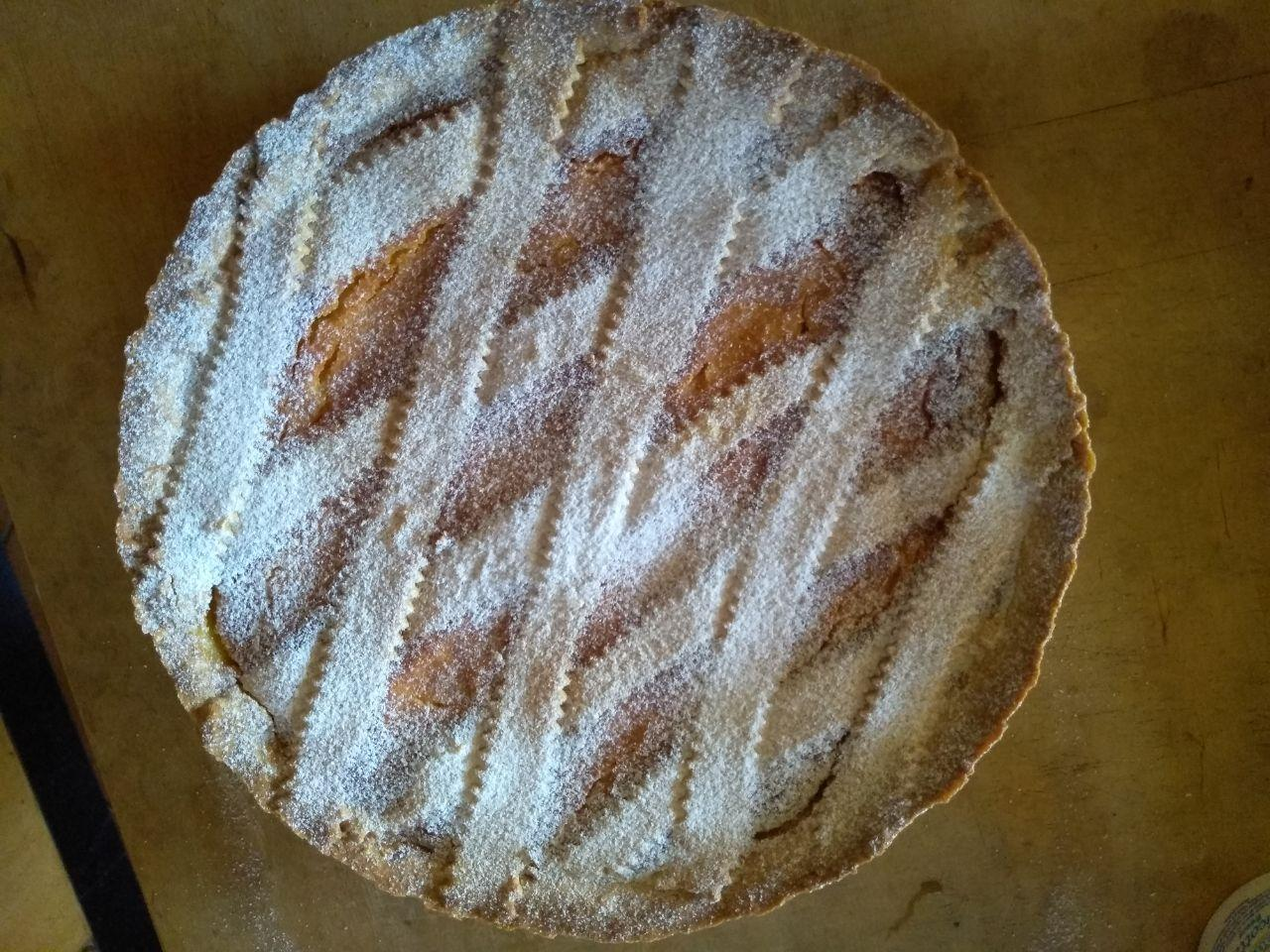
Pastiera napoletana

Il dolce ha probabilmente origine dalle feste pagane e dalle offerte votive del periodo primaverile.
Il termine pastiera, deve la sua etimologia alla parola pasta e ha origine contadina, nascendo come una frittata di pasta avanzata, che in origine salata, diviene dolce mescolando uova, zucchero e aromi. In molti paesi campani, è riscontrabile tuttora sia la preparazione della pastiera salata, che di un dolce preparato con tagliolini di pasta fatta in casa.
La prima ricetta attestata risale al 1693, ad opera di Antonio Latini, ne Lo scalco alla moderna, scritto e pubblicato a Napoli, dove l’autore lavorò al servizio del primo ministro del viceré Francisco de Benavides. Essa è già molto vicina alla ricetta contemporanea, prevede grano cotto nel latte e totalmente setacciato, ricotta di pecora, burro e l'aggiunta di pepe, parmigiano e pistacchi, che oggi non sono quasi mai utilizzati. Nel 1837 Ippolito Cavalcanti riporta una nuova ricetta nell’appendice dialettale Cusina casarinola all’uso nuosto napolitano, un compendio della gastronomia popolare di Napoli inserito nella prima edizione del suo trattato didattico Cucina teorico-pratica, facendo però anche riferimento all'antica versione "rustica" da preparare con provola grattata. Prevede grano cotto in acqua, strutto e zucca e cedro canditi.
Nel secolo successivo, il dolce si è diffuso anche grazie all'opera dei conventi napoletani, dove le monache la preparavano, come per la sfogliatella, con ricotta e canditi. Infine, una definitiva canonizzazione del dolce moderno è attestato ne La cucina napoletana di Jeanne Carola Francesconi, del 1965, definito anche la bibbia della cucina napoletana, la ricetta prevede, come nella ricetta di Latini, il burro e l'aggiunta di crema pasticciera. L'aggiunta di crema pasticciera nella ricetta tradizionale è riportata anche nell'ultimo grande ricettario napoletano Frijenno Magnanno, presentato da Luciano De Crescenzo, nel 1977.

## Varianti

### Pastiera di riso
Una variante del dolce prevede l'uso del riso in sostituzione del grano, molto diffusa nella provincia di Salerno.

### Pastiera salata
La pastiera napoletana salata prevede l'aggiunta nel ripieno di insaccati, come salame napoletano e ciccioli, e formaggi (caciocavallo, parmigiano e ricotta). In alcune varianti si predilige l’utilizzo della pasta brisé e della pasta sfoglia; spesso il salame napoletano viene sostituito da un mix di salumi, mentre i formaggi da Emmental ed Asiago. Negli ultimi anni è stata ideata anche una versione vegetariana, ottenuta con la sostituzione del caratteristico ripieno con verdure miste.

## Citazioni letterarie

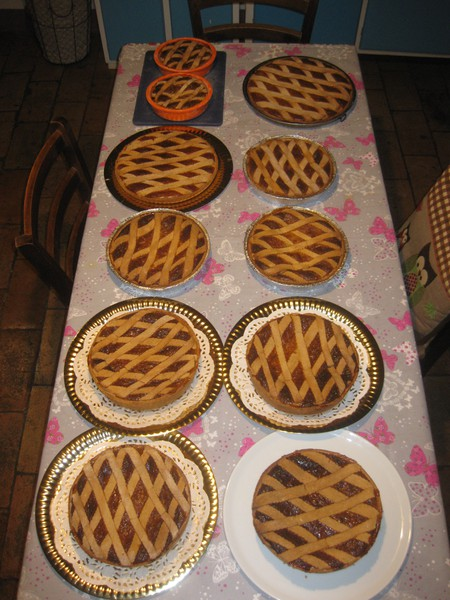
Pastiere preparate per Pasqua

La diffusione di pastiera, così come del casatiello, altro piatto napoletano tipicamente pasquale, risale almeno al '600.
Lo testimonia la seguente citazione tratta dalla favola
la gatta Cenerentola di Giambattista Basile (1566–1632) che descrive i festeggiamenti dati dal re per trovare la fanciulla che aveva perso lo scarpino:
(Giambattista Basile, La gatta Cenerentola.)
Doveva trattarsi della pastiera "rustica" più o meno come la si ritrova nella ricetta di Antonio Latini pubblicata nel 1693.